# 埼玉スウィンスイミングスクール
埼玉スウィンスイミングスクール（さいたまスウィンスイミングスクール）埼玉県を中心に展開しているスイミングスクールであり、スウィングループの一員である。2007年9月までイトマンスイミングスクールの提携校で「埼玉イトマンスイミングスクール」という名称であった。

## スクール

### 直営校
| 名称                                 | 略称           | 所在地     |
| ------------------------------------ | -------------- | ---------- |
| 埼玉スウィンスイミングスクール熊谷   | スウィン熊谷   | 熊谷市     |
| 埼玉スウィンスイミングスクール加須   | スウィン加須   | 加須市     |
| 埼玉スウィンスイミングスクール桶川   | スウィン埼玉   | 桶川市     |
| 埼玉スウィンスイミングスクール鷲宮   | スウィン鷲宮   | 久喜市     |
| 埼玉スウィンスイミングクラブ         | スウィンクラブ | 桶川市     |
| 埼玉スウィンスイミングスクール浦和   | スウィン浦和   | さいたま市 |
| 埼玉スウィンスイミングスクール春日部 | スウィン春日部 | 春日部市   |
| 太田スウィンスイミングスクール       | スウィン太田   | 太田市     |
| 高島平スポーツスクール               | スウィン高島平 | 板橋区     |
| 東部スイミングスクール               | 東部SS         | 沼津市     |

### 埼北スイミングスクールから独立したスクール
- セイホクスポーツ運営

| 名称                           | 略称         | 所在地 |
| ------------------------------ | ------------ | ------ |
| スウィン日高スイミングスクール | スウィン日高 | 日高市 |
| スウィン坂戸スイミングスクール | スウィン坂戸 | 坂戸市 |
- 稲田興産運営（提携校）

| 名称                             | 略称           | 所在地   |
| -------------------------------- | -------------- | -------- |
| スウィン大田原スイミングスクール | スウィン大田原 | 大田原市 |
| スウィン矢板スイミングスクール   | スウィン矢板   | 矢板市   |
大田原校および矢板校は、春と秋のスクール対抗戦と年末のスプリント選手権には提携校として参加する(一方で、直営校の東部SSはこれらの大会には参加していない)。

### 過去にあったスクール
| 名称                               | 略称         | 所在地 | 備考                                                      |
| ---------------------------------- | ------------ | ------ | --------------------------------------------------------- |
| 埼玉イトマンスイミングスクール石原 | イトマン石原 | 熊谷市 | 土地所有者の秩父鉄道との契約満了のため2007年4月25日に閉鎖 |
| 足利スウィンスイミングスクール     | スウィン足利 | 足利市 | 土地所有者との契約満了のため2017年8月に閉鎖               |

## イトマンからスウィンへ
2007年9月に北関東イトマンスイミングスクールグループ42校（埼玉県・群馬県・栃木県・福島県）と高島平スポーツスクールがイトマンスイミングスクールグループから一斉に脱退、10月からスクール名が「スウィンスイミングスクール（S-win）」に変わった。埼玉イトマンスイミングスクールの場合は、埼玉スウィンスイミングスクールに変わった。

## 埼玉スウィン招待水泳競技大会
2009年より、毎年12月下旬に埼玉スウィン招待水泳競技大会を主催している。県内外の水泳選手を対象としたオープン大会である。競技会の模様はテレビ埼玉で放映される。

## 桶川校について
（株）埼北スイミングスクールの登記上の本社は熊谷校である。また、桶川校は埼玉県内のスイミングスクールで最大の規模を誇り、公認25メートル8レーンのメインプール・全自動計時装置を持つ。年2回のスウィングループ対抗戦の決勝レースが行われる。施設の名称は「埼玉スウィン記念プール」。

## 主な有力選手・輩出選手
- 司東利恵
  - 世界選手権（パース）女子200mバタフライ銀メダル
- 古賀淳也
  - 世界選手権(ローマ)男子100m背泳ぎ金メダル
  - 世界選手権(ローマ)男子 50m背泳ぎ銀メダル
  - リオデジャネイロオリンピック日本代表
- 松山陸
  - パリオリンピック日本代表
- 山元啓照
- 大林一樹
- 鈴木聖未
- 正田達成
- 丸山徹

## 選手の成績
- （株）埼北スイミングスクールの元常務取締役で（財）日本水泳連盟常務理事の設楽義信は、幻のモスクワオリンピックの代表選手であった。
- 司東利恵は、1991年の世界選手権（パース）で200mバタフライ銀メダル、1989年・1993年パンパシフィック大会200mバタフライ金メダルを獲得した。バルセロナオリンピックでは日本代表となった。
- 所属選手の古賀淳也は2007年3月にメルボルンで行われた世界選手権50m背泳ぎに出場、決勝進出を果たした。2006年12月に行われたアジア大会（ドーハ）では50m背泳ぎで金メダル、2009年7月の世界選手権(ローマ)では100m背泳ぎで金メダル、50m背泳ぎで銀メダルを獲得。日本人の世界選手権優勝は北島康介に次いで2人目。世界選手権での複数メダル獲得も同じく北島康介に次いで2人目の快挙。
- 古賀淳也を指導した取締役兼ヘッドコーチの石森昌治は、優れた指導者を表彰する2009年ミズノスポーツメントール賞の最高賞ゴールドを受賞した。古賀を世界王者に育て、長年にわたり日本水泳連盟競泳委員・強化コーチとして、国内外の多くの遠征に帯同、全国の選手育成に尽力し、日本水泳界の発展に寄与していると評価された。競泳でのゴールド受賞者は青木剛、久世由美子についで3人目。
- 2006年の第28回 全国JOCジュニアオリンピックカップ春季水泳競技大会では名門イトマンの25連覇を阻み、男女総合の部で初優勝を飾った。また、18歳以下年齢無制限のチャンピオンシップでは、男子400メートルリレー（古賀淳也、山元啓照、大林一樹、村杉善哉）で3分18秒84の短水路日本新記録で優勝した。従来の記録は2005年4月に明大が出した3分20秒60。高校生のみのチームで記録を2秒弱縮めた。なお、第29回大会では再びイトマンに敗れたが、第30回大会で奪還、2年ぶり2度目の総合優勝を飾った。
- 埼玉スウィンスイミングスクールは古賀淳也選手の活躍とこれまでの日本水泳界への貢献が評価され、2009年JOCスポーツ賞トップアスリートサポート賞優秀団体賞を受賞した。